# Epicauta leoni
Epicauta leoni är en skalbaggsart som beskrevs av Dugès 1889. Epicauta leoni ingår i släktet Epicauta och familjen oljebaggar. Inga underarter finns listade i Catalogue of Life.